# Holmengrå fyr
Holmengrå fyr ist ein Leuchtturm im Norden der Gemeinde Fedje in der norwegischen Provinz Vestland, etwa 60 km nordwestlich der Stadt Bergen.

## Lage
Der Leuchtturm steht auf der kleinen, abgelegenen Insel (norwegisch: holme) Holmengrå, die der Insel Fedje vorgelagert ist. Er markiert die nördliche Einfahrt in den Fedjefjord und den Fensfjord und das südlichste Ende des Sognesjøen und ist damit eine wichtige Markierung für Schiffe, welche die Öl- und Gasbasen Mongstad und Sture anlaufen. Über den Fedjefjord, der in den Hjeltefjord übergeht, markiert er außerdem die wichtigste Einfahrt aus nördlicher Richtung nach Bergen.

## Geschichte
Bereits 1828 wurde der Bau eines Leuchtturms auf Holmengrå diskutiert, später allerdings aufgrund der isolierten Lage und schlechten Erreichbarkeit zu Gunsten von Hellisøy fyr verworfen. Mit dem Erstarken der Küstenschifffahrt wurde allerdings ein Leuchtturm auf Holmengrå nötig und 1892 wurde der erste Leuchtturm, zunächst auf dem Dach des Leuchtturmwärterhauses, auf der Insel errichtet. Der Bau erwies sich als anspruchsvoll, da die Insel über keinen natürlichen Hafen verfügt und ungeschützt im Meer liegt. Bei schlechtem Wetter konnten der Leuchtturmwärter und seine Familie tagelang von der Außenwelt isoliert sein. Auch die Lage des Leuchtturmwärterhauses erwies sich als unsicher und 1916 wurde es auf den höchsten Teil der Insel versetzt, nachdem es bei Unwetter immer wieder von Wellen getroffen wurde. Während des Zweiten Weltkrieges wurde der Leuchtturm mehrfach von alliierten Fliegern beschossen und bombardiert und erhielt nach Kriegsende Funkfeuer und einige Jahre später ein Nebelhorn. 1955 wurde ein neuer, freistehender Leuchtturm auf der Insel errichtet.
1986 wurde Holmengrå fyr schließlich automatisiert und ist seitdem unbewohnt. Einige Jahre wurden Übernachtungen im Leuchtturmwärterhaus angeboten, allerdings konnten Gäste dort bei schlechtem Wetter isoliert werden und heute sind Übernachtungen nicht mehr möglich.
Im Laufe der Jahre kam es immer wieder zu Schiffsunglücken in der Nähe des Leuchtturms. Unmittelbar nördlich der Insel befindet sich das Wrack des 1928 gesunkenen Frachtdampfers Flekkefjord.